# Wardrobe
『Wardrobe』（ワードローブ）は、1984年9月5日にリリースされた岩崎良美の8枚目のオリジナル・アルバム。発売元はキャニオンレコード。

## 概要
17枚目のシングルA面曲「愛はどこに行ったの」と、日清製油 (現・日清オイリオグループ) 「日清サラダ油の豆乳」CMソングとして使用された18枚目のシングルA面曲「くちびるからサスペンス」を含む全8曲を収録。全曲の作詞を康珍化、作曲・編曲は1曲を除き林哲司が手掛けている。M-3「10月のフォト・メール」は、19枚目のシングル「ヨコハマHeadlight」のB面曲としてリカットされた。「タッチ」の大ブレイク直前に発売された隠れた名盤と評され、近年のシティポップ・ブームの影響もあって再評価が高まっているアルバムである。
2004年6月にリリースされたアルバムBOX『岩崎良美 CD-BOX 85-87 ぼくらのベスト2』では、「タッチ」の別バージョンなどが追加されDISC-8に収録された。2008年7月16日には、アルバム収録曲の他にシングルA面曲10曲を追加収録した再発盤『Wardrobe + SINGLE COLLECTION』がリリースされている。

## 収録曲

### LP

#### Side A
- 全曲作詞: 康珍化 / 作曲・編曲: 林哲司

1. くちびるからサスペンス
2. What's Love?
3. 10月のフォト・メール
4. ヒールとスタジャン

#### Side B
- 全曲作詞: 康珍化 / 作曲・編曲: 林哲司（特記以外）

1. Fire
2. Congratulation
3. 愛はどこに行ったの Please Answer The Phone　
編曲: 大村雅朗
4. コーラス・ワーク

### 岩崎良美 CD-BOX 85-87 ぼくらのベスト2 DISC-8
1. くちびるからサスペンス
2. What's Love?
3. 10月のフォト・メール
4. ヒールとスタジャン
5. Fire
6. Congratulation
7. 愛はどこに行ったの Please Answer The Phone
8. コーラス・ワーク

#### ボーナス・トラック
1. TOUCH〔EXTENDED ENGLISH VERSION〕
作詞: 康珍化 / 作曲: 芹澤廣明 / 編曲: 武部聡志 / 英語詞: Jim Steele / コーラス編曲: 武部聡志・吉川智子
2. TOUCH〔DUB VERSION〕
作詞: 康珍化 / 作曲: 芹澤廣明 / 編曲: 武部聡志 / 英語詞: Jim Steele / コーラス編曲: 武部聡志・吉川智子
3. TOUCH〔EXTENDED JAPANESE VERSION〕
作詞: 康珍化 / 作曲: 芹澤廣明 / 編曲: 武部聡志

### Wardrobe + SINGLE COLLECTION
1. くちびるからサスペンス（4:17）[3]
2. What's Love?（4:17）[3]
3. 10月のフォト・メール（5:05）[3]
4. ヒールとスタジャン（3:15）[3]
5. Fire（3:34）[3]
6. Congratulation（4:59）[3]
7. 愛はどこに行ったの Please Answer The Phone（4:11）[3]
8. コーラス・ワーク（4:16）[3]

#### SINGLE COLLECTION
1. 恋ほど素敵なショーはない（3:39）[3]
2. ラストダンスには早過ぎる（4:29）[3]
3. 月の浜辺（3:21）[3]
4. オシャレにKiss me（3:24）[3]
5. プリテンダー（3:00）[3]
6. ヨコハマHeadlight（4:20）[3]
7. タッチ（3:13）[3]
8. 愛がひとりぼっち（3:58）[3]
9. チェッ!チェッ!チェッ!（3:28）[3]
10. 情熱物語［4:07）[3]